# José Salvador Alvarenga
José Salvador Alvarenga Ayala (Garita Palmera, San Francisco Menéndez, Ahuachapán, 1975) es un superviviente de naufragio salvadoreño que se hizo conocido después de haber sido encontrado el 30 de enero de 2014 en las Islas Marshall, tras pasar 14 meses a la deriva en un barco de pesca de tiburón en el océano Pacífico, habiendo zarpado de la pesquería de Paredón, Chiapas, México, el sábado 17 de noviembre de 2012 con un compañero, Ezequiel Córdoba. En este lugar era conocido en ese entonces como José Cirilo Vargas, "La Chancha". Según el relato de José Salvador, su compañero y él sobrevivieron inicialmente con una dieta de tiburón, pescado crudo, tortugas, pájaros pequeños y bebiendo agua de lluvia y sangre de tortuga. Ezequiel no pudo resistir la dieta y murió de sed y hambre. Con cabellos largos y rubios, barba poblada y en ropa interior, pero aparente buen estado de salud, José arribó a la playa del atolón Ebon el 30 de enero de 2014. Estuvo ingresado en un hospital de Majuro, donde fue trasladado el 3 de febrero, antes de volar a casa de su familia en El Salvador el 10 de febrero.

## Biografía

### Primeros años y vida personal
Alvarenga nació en Garita Palmera, Ahuachapán, El Salvador, hijo de José Ricardo Orellana y María Julia Alvarenga. Orellana es propietario de una fábrica de harina en la ciudad. A pesar de no estar casado, tenía una hija, de 14 años por entonces, quien también vivía en Garita Palmera con los padres de Alvarenga, y varios hermanos que vivían en Estados Unidos. José se fue de El Salvador hacia el año 2000 para trasladarse a México, donde trabajó como pescador para un hombre llamado "Willie", cuyo nombre real puede haber sido Villermino Rodríguez.

### Viaje
Alvarenga dijo que salió de la aldea de pescadores de la Costa Azul (cerca de Pijijiapan) de Chiapas, México, el 17 de noviembre de 2012, en un barco de fibra de vidrio de 23 o 24 pies, para un día de pesca, pero fue desviado de su trayectoria por una fuerte tormenta, durante la que el motor dejó de funcionar y también inutilizó los instrumentos electrónicos de posicionamiento y comunicación. Solo pudo enviar una última llamada por radio a su patrón, alertando de la situación y pidiendo ayuda. Afirmó también que estaba acompañado por un joven de 22 años de edad, a quien él solo conocía como "Ezequiel". Ezequiel, según Alvarenga, perdió toda esperanza en torno a los cuatro meses de iniciado el viaje y murió al negarse a comer porque la carne cruda no le sentaba bien. Alvarenga también dijo que pensó en suicidarse durante los cuatro días posteriores a la muerte de Ezequiel, sin embargo su fuerte fe religiosa impidió que lo hiciera. También declaró que, mientras permanecía en el mar, soñaba con frecuencia acerca de sus comidas favoritas, así como con sus padres. Dijo haberse encontrado con numerosos residuos plásticos y aprovechó algunos como contenedores de agua y que en su deriva avistó numerosos barcos portacontenedores. La longitud de su viaje ha sido descrita como de unas 5.500 a 6.700 millas (8.900 a 10.800 kilómetros) de largo, la primera de las cuales es la distancia aproximada entre México y las islas Marshall, en línea recta. El 30 de enero, cuando Alvarenga originalmente tocó tierra en las islas Marshall, afirmó haber estado en el mar por 16 meses (y que su nombre era José Iván), pero más tarde esto fue reducido a 13 meses. Según Gee Bing, secretario interino de Relaciones Exteriores de las Islas Marshall, los signos vitales de Alvarenga eran "buenos", con la excepción de la presión arterial, que estaba inusualmente baja. Bing también dijo que Alvarenga tenía los tobillos hinchados y se esforzaba para caminar. Fue tratado con goteo intravenoso debido a su deshidratación, y posteriormente se le detectó anemia.
Algunos comentaristas llegaron a dudar de que alguien pudiera realmente sobrevivir tanto tiempo a la deriva en una pequeña embarcación, y el mismo propietario del barco se sorprendió de que no sufriera al menos escorbuto, pero estudiosos y científicos confirmaron la posibilidad de tal viaje estudiando las corrientes y estado del mar en el tiempo descrito por el náufrago, y Claude Piantadosi, de la universidad de Duke, indicó en una entrevista que su dieta a base de carne fresca de aves, tortugas y peces contenía mucha vitamina C, que previene la aparición de escorbuto. Los servicios de rescate mexicanos habían reportado el 17 de noviembre de 2012 la desaparición de un barco pesquero tras una tormenta con dos pescadores a bordo identificados como Cirilo Vargas y Ezequiel Córdova, ambos en la treintena. Las autoridades habían suspendido la búsqueda a los dos días debido al mal tiempo. La explicación sobre la confusión de los nombres la dieron los padres de Alvarenga, que dijeron que a su hijo lo llamaban Cirilo en México.
Tras su experiencia, Alvarenga desarrolló insomnio y miedo al agua. En 2015 concedió varias entrevistas al periodista Jonathan Franklin, que las publicó en formato libro bajo el título 438 Days: An Extraordinary True History of Survival at Sea ("438 días: Una extraordinaria historia real de supervivencia en el mar").
Poco después del lanzamiento del libro, apareció la noticia de que la familia de Ezequiel Córdova demandó a Alvarenga por un millón de dólares acusándolo de canibalizar a su pariente para sobrevivir. Sin embargo, la madre de Ezequiel Córdova, quien declaraba ser analfabeta, aseguró en diciembre de 2015 que ella nunca había demandado por algo así, sino que Benedicto Perlera, quien primeramente había sido abogado de José Salvador Alvarenga, se había presentado en su domicilio para que firmase unos documentos y convertirse en su abogado. El abogado actual de José Salvador Alvarenga, aseguró a Crónica Ricardo Cucalón, que su representado fue llevado, a los pocos días de estar ingresado en el hospital de Santa Tecla, a la capital para fimar un contrato en notaría con el letrado antes citado para convertirse así en su abogado, incluyendo en el mismo una cláusula de indemnización por un millón de dólares en caso de romper dicho acuerdo. José Salvador Alvarenga lo rompió solo unas semanas después. Su abogado actual asegura que dicho contrato es nulo de pleno derecho, pues en el momento de su rúbrica, existen informes periciales que aseguran que José Salvador Alvarenga padecía de alucinaciones y falta de lucidez mental.